# Cliff Osmond
Cliff Osmond, eigentlich Clifford Osman Ebrahim (* 26. Februar 1937 in Jersey City, New Jersey; † 22. Dezember 2012 in Santa Monica, Kalifornien) war ein US-amerikanischer Schauspieler. Als Charakterdarsteller hat er in zahlreichen Film- und Fernsehproduktionen mitgespielt, unter anderem in Das Mädchen Irma la Douce, Küss mich, Dummkopf oder Der Glückspilz.

## Leben
In Deutschland wurde er vor allem durch seine Mitwirkung in vier Filmen von Billy Wilder bekannt. Er hat noch in über 20 weiteren Filmen und in über 150 Fernsehproduktionen mitgewirkt.
Cliff Osmond war ein langjähriges Mitglied der Academy of Motion Picture Arts and Sciences (Oscars), der Academy of Television Arts and Sciences (Emmys), der Screen Actors Guild, AFTRA (Schauspielergewerkschaft) sowie der Writers Guild of America (Autorengewerkschaft). Zudem war Osmond Schauspiellehrer, Fernsehautor und Filmregisseur (The Penitent).
Er starb am 22. Dezember 2012 im Alter von 75 Jahren an Bauchspeicheldrüsenkrebs. Seine letzte Ruhestätte befindet sich auf dem Woodlawn Memorial Cemetery in Santa Monica, Kalifornien.

## Filmografie (Auswahl)

### Film
- 1963: Das Mädchen Irma la Douce (Irma la Douce)
- 1963: Die rauhen Reiter von Texas (The Raiders)
- 1964: Monsieur Cognac (Wild and Wonderful)
- 1964: Küss mich, Dummkopf (Kiss Me, Stupid)
- 1966: Der Glückspilz (The Fortune Cookie)
- 1973: Invasion der Bienenmädchen (Invasion of the Bee Girls)
- 1973: Ölrausch in Oklahoma (Oklahoma Crude)
- 1974: Extrablatt (The Front Page)
- 1975: Mörderhaie greifen an (Sharks' Treasure)
- 1976: Hüter der Wildnis (Guardian of the Wilderness)
- 1980: Geheimsache Hangar 18 (Hangar 18)
- 1984: Auf der Suche nach dem goldenen Himmel (In Search of a Golden Sky)
- 1996: Die Rache des Kartells (For Which He Stands)

### Fernsehserien
- 1965–1966: Laredo (2 Folgen)
- 1967: Ein Käfig voller Helden (Hogan’s Heroes, Folge 3.63: Der Crittendon-Plan)
- 1968–1971: Rauchende Colts (Gunsmoke, 6 Folgen)
- 1969: Planet der Giganten (Land of the Giants, 2 Folgen)
- 1971: Männerwirtschaft (The Odd Couple, Folge 1.15: Besuch aus Alaska)
- 1975: Notruf California (Emergency!, 2 Folgen)
- 1976: Abenteuer der Landstraße (Movin’ On, 2 Folgen)
- 1976: Kojak – Einsatz in Manhattan (Kojak, Folge 4.08: Der Handlanger)
- 1983: Hart aber herzlich (Hart to Hart, Folge 5.10: Das Jahr des Hundes)
- 1984: Knight Rider (Folge 3.04: Fahrerflucht)
- 1990: Mord ist ihr Hobby (Murder, She Wrote, Folge 6.21: Ein todbringendes Souvenir)

### Autor und Regisseur
- 1973: Die Straßen von San Francisco (Drehbuch, Fernsehserie, 1 Folge)
- 1978: Power Play (Mitwirkung am Drehbuch, im Abspann aber nicht genannt)
- 1988: The Penitent (Drehbuch und Regie)